# Stéphanie Dubois
Stéphanie Dubois (ur. 31 października 1986 w Laval) – kanadyjska tenisistka, reprezentantka kraju w Pucharze Federacji, frankofonka.
Ma na koncie 10 wygranych turniejów ITF w singlu oraz 8 w deblu. Jej największym osiągnięciem był finał turnieju debla Bell Challenge w Quebecu w 2007 roku, gdzie w parze z Renatą Voráčovą przegrały z Christiną Fusano i Raquel Kops-Jones. W singlu jej największym sukcesem jest 1/8 finału turnieju pierwszej kategorii Rogers Cup w 2008 roku, rozgrywanego w Montrealu. Kanadyjka jako zawodniczka z dziką kartą wygrywała kolejno z wyżej klasyfikowanymi Wolhą Hawarcową i Mariją Kirilenko, by ostatecznie przegrać z Jeleną Janković.

## Finały turniejów WTA
| Legenda                | Legenda |
| ---------------------- | ------- |
| Wielki Szlem           |         |
| Igrzyska olimpijskie   |         |
| WTA Tour Championships |         |
| 1988 – 2008            |         |
| Kategoria I            |         |
| Kategoria II           |         |
| Kategoria III          |         |
| Kategoria IV           |         |
| Kategoria V            |         |

### Gra podwójna
| Końcowy wynik | Nr | Data             | Turniej | Nawierzchnia    | Partnerka       | Przeciwniczki                      | Wynik finału |
| ------------- | -- | ---------------- | ------- | --------------- | --------------- | ---------------------------------- | ------------ |
| Finalistka    | 1. | 4 listopada 2007 | Québec  | Dywanowa (hala) | Renata Voráčová | Christina Fusano Raquel Kops-Jones | 2:6, 6:7(6)  |

## Wygrane turnieje rangi ITF
| turnieje z pulą nagród 100 000 $ |
| turnieje z pulą nagród 75 000 $  |
| turnieje z pulą nagród 50 000 $  |
| turnieje z pulą nagród 25 000 $  |
| turnieje z pulą nagród 15 000 $  |
| turnieje z pulą nagród 10 000 $  |

### Gra pojedyncza
|     | Data       | Turniej         | Kat. | ($)    | Naw.   | Finalistka                | Wynik         |
| 1.  | 13/06/2004 | Hamilton        | ITF  | 25 000 | ziemna | Alexa Glatch              | 6:1, 7:5      |
| 2.  | 06/02/2005 | Rockford        | ITF  | 25 000 | twarda | Hana Šromová              | 6:1, 6:2      |
| 3.  | 05/10/2006 | Rockford        | ITF  | 25 000 | twarda | Anda Perianu              | 7:6, 6:3      |
| 4.  | 19/11/2006 | Lawrenceville   | ITF  | 50 000 | twarda | Julie Ditty               | 6:3, 7:6      |
| 5.  | 22/07/2007 | Hamilton        | ITF  | 25 000 | ziemna | Sharon Fichman            | 6:2, 6:2      |
| 6.  | 29/07/2007 | Lexington       | ITF  | 50 000 | twarda | Anne Keothavong           | 4:6, 6:3, 6:3 |
| 7.  | 09/08/2009 | Vancouver       | ITF  | 75 000 | twarda | Sania Mirza               | 1:6, 6:4, 6:4 |
| 8.  | 01/05/2011 | Charlottesville | ITF  | 50 000 | ziemna | Michelle Larcher de Brito | 1:6, 7:6, 6:1 |
| 9.  | 18/07/2011 | Granby          | ITF  | 25 000 | twarda | Zhang Ling                | 6:2, 2:6, 6:1 |
| 10. | 14/10/2012 | Troy            | ITF  | 25 000 | twarda | Sharon Fichman            | 3:6, 6:4, 6:3 |